# Dmitri Kruglov
Dmitri Kruglov (Tapa, 24 de Maio de 1984) é um jogador de futebol estoniano que defende atualmente o Neftchi Baku, do Azerbaijão.
De origem russa, seu nome original, em russo, é Дмитрий Александрович Круглов (Dmitriy Aleksandrovich Kruglov, em romanização literal).